# Декларація про національний суверенітет кримськотатарського народу
Декларація про національний суверенітет кримськотатарського народу (крим. Qırımtatar halqınıñ milliy mustaqilligi beyannamesi, рос. Декларация о национальном суверенитете крымскотатарского народа) — програмний документ кримськотатарського народу, яким виражено курс на національно-державне самовизначення кримських татар і заявлено їхні права на землі та природні ресурси Криму. Прийнята на II Курултаї кримськотатарського народу 28 червня 1991 року.

## Історичний контекст
Кримські татари здавна проживали на території Кримського півострова. Вони сформувалися як народ у Криму і є нащадками різноманітних народів, що приходили на цю територію у різні історичні епохи. Державницька традиція кримськотатарського народу була перервана в 1783-84 роках Російською імперією. Однак, у 1905 р. відбувся з'їзд представників мусульман Криму, на якому було створено Мусульманський виконавчий комітет. Він прагнув встановлення культурної автономії та сприяв збереженню культурної ідентичності громади. У липні 1917 р. національною інтелігенцією була створена політична партія «Міллі Фірка». Українська Центральна Рада визнала основним суб'єктом самовизначення в Криму саме кримськотатарський народ. 26 листопада 1917 р. був скликаний національний з'їзд кримських татар — Курултай (перший), куди було обрано 76 делегатів. Серед делегатів були 4 жінки. Вже 13 грудня 1917 р. Курултай проголосив утворення Кримської народної Республіки та прийняв її Конституцію. Наприкінці січня 1918 року більшовики захопили увесь Крим, оголосили про розпуск Курултаю і Ради народних представників та влаштували на півострові масовий терор. В листопаді 1920 р. на півострові була остаточно утверджена більшовицька влада.
Найбільшою трагедією для кримських татар в ХХ ст. стала їх примусова депортація в 1944 році. Одразу після депортації організовується рух за повернення до Криму. Реально процес вирішення «кримськотатарського питання» почався лише в 1989 р. з ухваленням Декларації Верховної Ради СРСР «Про визнання незаконними і злочинними актів проти народів, що стали жертвою насильного переселення, та забезпечення їх прав». Після цього активно розпочався процес повернення.
20 січня 1991 року провели референдум про перетворення Кримської області на Кримську АРСР — за територіальною ознакою, як «суб'єкта СРСР і Союзного договору». 12 лютого 1991 року сесія Верховної Ради УРСР ухвалила Закон «Про відновлення Кримської Автономної Радянської Соціалістичної республіки». Нову автономію засновували як територіальне утворення, тоді як кримські татари наполягали на національному. Кримські татари бойкотували референдум. Центральна Рада Організації кримськотатарського національного руху (ОКНР) виступила з заявою: «Замість відновлення незаконно ліквідованої під час режиму Сталіна державності кримських татар на їхній території створили ще одну російськомовну республіку».
З 26 до 30 червня 1991 року в історії кримськотатарського народу відбулась етапна подія — Другий Курултай кримськотатарського народу, делегатами якого обрали 255 осіб. Працюючи в Сімферополі, Курултай ухвалив кілька основоположних документів — Декларацію про національний суверенітет кримськотатарського народу, Звернення до всіх жителів Криму, Звернення до кримськотатарського народу, Звернення до ООН, Звернення до Президента СРСР та інші.

## Зміст
Декларація складена російською мовою.
В преамбулі дається короткий виклад історії кримських татар, констатується, що «політика дискримінації за національною ознакою і відмови в праві на самовизначення триває і до цього часу». Основна мета, що ставиться перед Курултаєм, полягає в тому, щоб «домогтися виконання святої волі свого народу — жити на своїй батьківщині і самому визначити свою долю».
З цією метою Курултай проголосив утворення Меджлісу як вищого повноважного представницького органу кримськотатарського народу.
У Декларації також зроблено низку заяв:
1. Крим є національною територією кримськотатарського народу, на якій тільки він має право на самовизначення так, як воно викладено в міжнародних правових актах, визнаних світовою спільнотою. Політичне, економічне, духовне і культурне відродження кримськотатарського народу можливе тільки в його суверенній національній державі.
2. Має забезпечуватися суворе дотримання політичних, економічних, культурних, релігійних та інших законних прав усіх людей незалежно від їх етнічної приналежності.
3. Кримська АРСР, відновлювана не як національно-територіальне утворення, розглядається як спроба юридичного закріплення результатів депортації кримських татар у 1944 році і не визнається Курултаєм у такому вигляді.
4. Земля і природні ресурси Криму, включаючи його оздоровчо-рекреаційний потенціал, є основою національного багатства кримськотатарського народу і джерелом добробуту всіх жителів Криму. Вони не можуть використовуватися поза волею і згодою кримськотатарського народу.
5. Курултай доручає Меджлісу домагатися визнання за кримськотатарським народом статусу народу, який веде боротьбу за своє національне визволення, і діяти відповідно до цього статусу.

Курултай також звернувся до Організації Об'єднаних Націй, до парламентів і урядів держав, до міжнародних організацій з проханням підтримати прагнення кримськотатарського народу до самовизначення.
Декларація опублікована:
- газета Авдет, 1991, 11 липня
- Крымскотатарское национальное движение. Том II. Документы. Материалы. Хроника. / Ред. М. Н. Губогло, С. М. Червонная, Серия: «Национальные движения в СССР», ЦИМО — М. 1992
- Документы Курултая крымского народа (1991—1998). — Сімферополь, 1999.

## Оцінка і значення
Делегат Курултаю Шевкет Кайбуллаєв так сформулював одне з головних таких завдань Декларації: «сказати світу, що ми існуємо як етнос, як народ». Подібні думки учасників події зібрала газета «Авдет».
|  | Документи, прийняті на ІІ Курултаї, і питання, які там поставали, вказували на певну політичну зрілість кримських татар, на їх прагнення до самоствердження. Було проголошено і комплекс вимог народу, який повертався з місць депортації на Батьківщину як певна цілісність. З цього моменту чітко артикульованою метою кримськотатарського руху стала вимога офіційного визнання Курултаю та Меджлісу кримськотатарського народу як представницького органу. |

Утім, Декларація про національний суверенітет, яка суперечила Конституції України, стала джерелом конфлікту між Меджлісом, з однієї сторони, та українською владою та іншими громадами Криму — з іншої. На це Меджліс відповідав, що Декларація цілком відповідає міжнародному праву, оскільки, за документами ООН, право на самовизначення зовсім не означає права на відокремлення.
Заклики Декларації очікувано не отримали жодної позитивної відповіді. Більше того, в наступні роки вони використовувалися — без урахування історичного контексту — для обґрунтування активної анти-кримськотатарської пропаганди і звинувачень кримських татар у намірах не тільки добитися для прав корінного народу, а й встановити власну «етноцентричну» державу, що нібито створює загрозу для слов'янської більшості населення півострова.

## Наукові публікації
- Винник, А. І., and О. С. Гончарова. «Активізація кримсько-татарського національного руху (кінець 1980-х-початок 1990-х років).» (2020).
- Афанасьєва, М. В., and Л. І. Кормич. «НАЦІОНАЛЬНЕ ПРЕДСТАВНИЦТВО КРИМСЬКОТАТАРСЬКОГО НАРОДУ: ІСТОРИЧНА РЕТРОСПЕКТИВА XX—XXI ст.» Сторінки історії 48 (2019).
- Дамаванді, А. М. «Етнополітичні та соціальні процеси в середовищі кримськотатарського народу в контексті українського державотворення.» Гілея: науковий вісник 86 (2014): 322—326.
- Черник, П. П., and О. В. Щерба. «КРИМСЬКІ ТАТАРИ В УМОВАХ ОКУПАЦІЙНИХ РЕЖИМІВ.» СОЦІОЛОГІЧНІ НАУКИ (2015): 84.
- Вітман, К. М. «Кримські татари у новій етнополітичній системі координат.» Актуальні проблеми політики 52 (2014): 153—163.
- Ширай, В. «Формування політико-правових засад репатріації та соціальної адаптації кримських татар наприкінці ХХ-початку XXI cт.» Вісник Київського національного університету імені Тараса Шевченка. Історія 112 (2012): 59-61.
- Шабашов, А. В. «Курултай/Меджліс кримськотатарського народу.» Мусульманська спільнота України: інституціоналізація і розвиток: 136—147.
- Газізова, Олена. «Кримські татари в умовах інтеграції в український простір.» Наукові записки Інституту політичних і етнонаціональних досліджень ім. ІФ Кураса НАН України 4 (2010): 437—446.